# Лесной (Борский район)
Лесной — посёлок в Борском районе Самарской области. Входит в состав сельского поселения Большое Алдаркино.
Расположен посреди Бузулукского бора, на правом берегу Колтубанки в 12 км к востоку от села Борское, в 37 км к северо-западу от Бузулука и в 115 км к востоку от Самары.
Посёлок растянулся на 3 км вдоль реки и ж.-д. линии Самара — Оренбург. В посёлке находится ж.-д. платформа Лес. По лесу через посёлок проходит местная автодорога Борское — Лесной — Колтубановский.

## История
В 1961 г. Указом Президиума ВС РСФСР поселок Рогожинский переименован в Лесной.

## Население
| 2010 |
| ---- |
| 196  |